# Qinnasrīn
Pour les articles homonymes, voir Chalcis (homonymie).
Qinnasrīn (قنسرين) est un site archéologique de Syrie du Nord occupé à l'âge du bronze puis à partir de l'époque hellénistique. L'agglomération actuelle s'appelle Al-`Iss. Elle est située à 30 km au sud-ouest d'Alep. Dans les sources médiévales, Qinnasrīn désigne également la région de la Syrie du Nord ou jund de Qinnasrīn.
Il est identifié comme étant le site de Chalcis de Syrie, Chalcis de Belos. Le Belos serait l'ancien nom de la rivière actuellement appelée Quwayq En latin le nom devient Chalcis ad Belum ce qui le distingue de Chalcis sub Libanum au Liban. Dans les sources médiévales, il est fait mention de deux villes : Qinnasrīn et Hāḍir Qinnasrīn.  
Chalcis était située à un carrefour vital, qui dominait l’intersection entre la voie est-ouest, de l’Euphrate à Antioche et la voie nord-sud d’Edesse, Mélitène à Homs et Damas.  

## Histoire

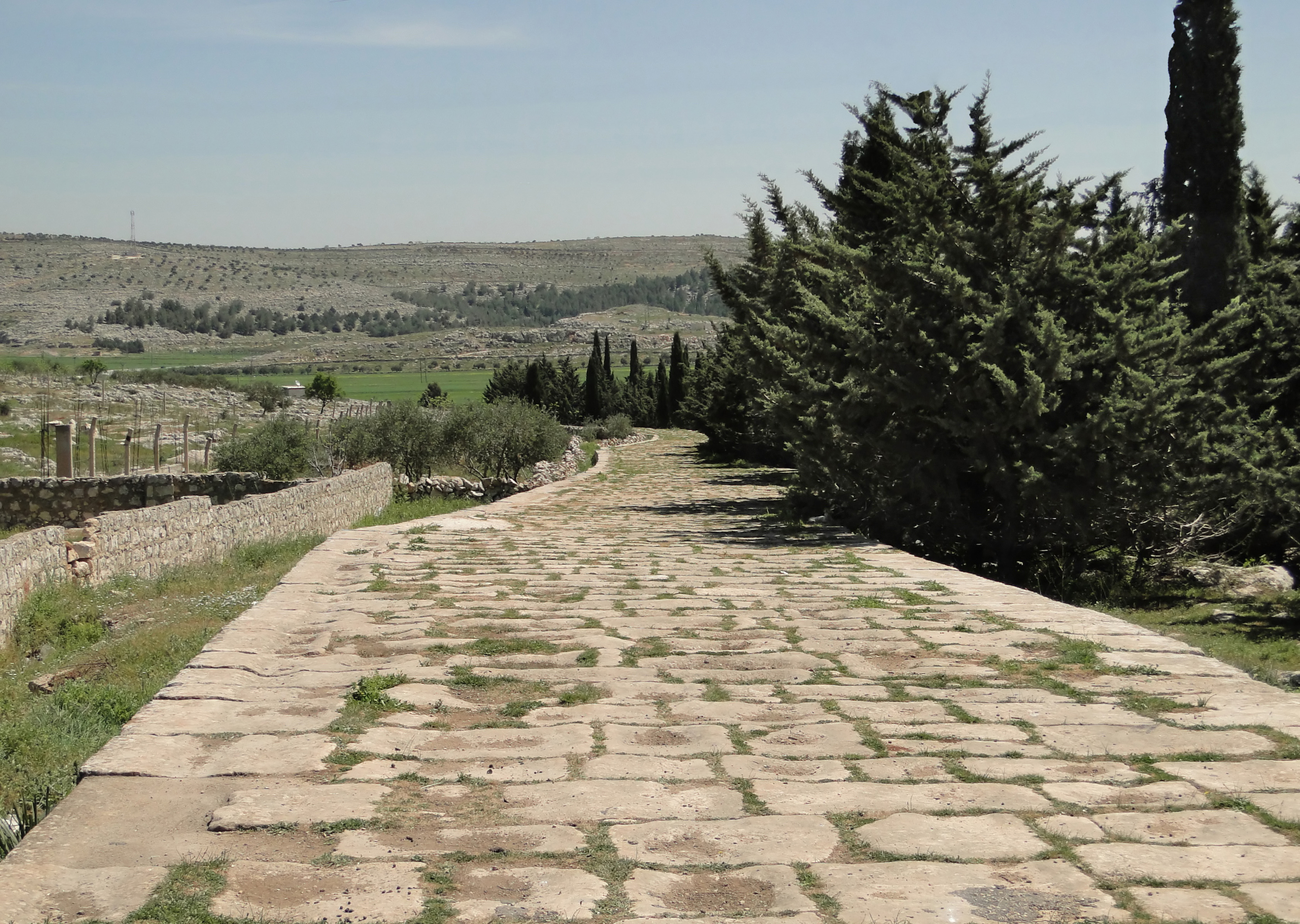
Ancienne voie romaine située en Syrie qui reliait Antioche à Qinnasrin.

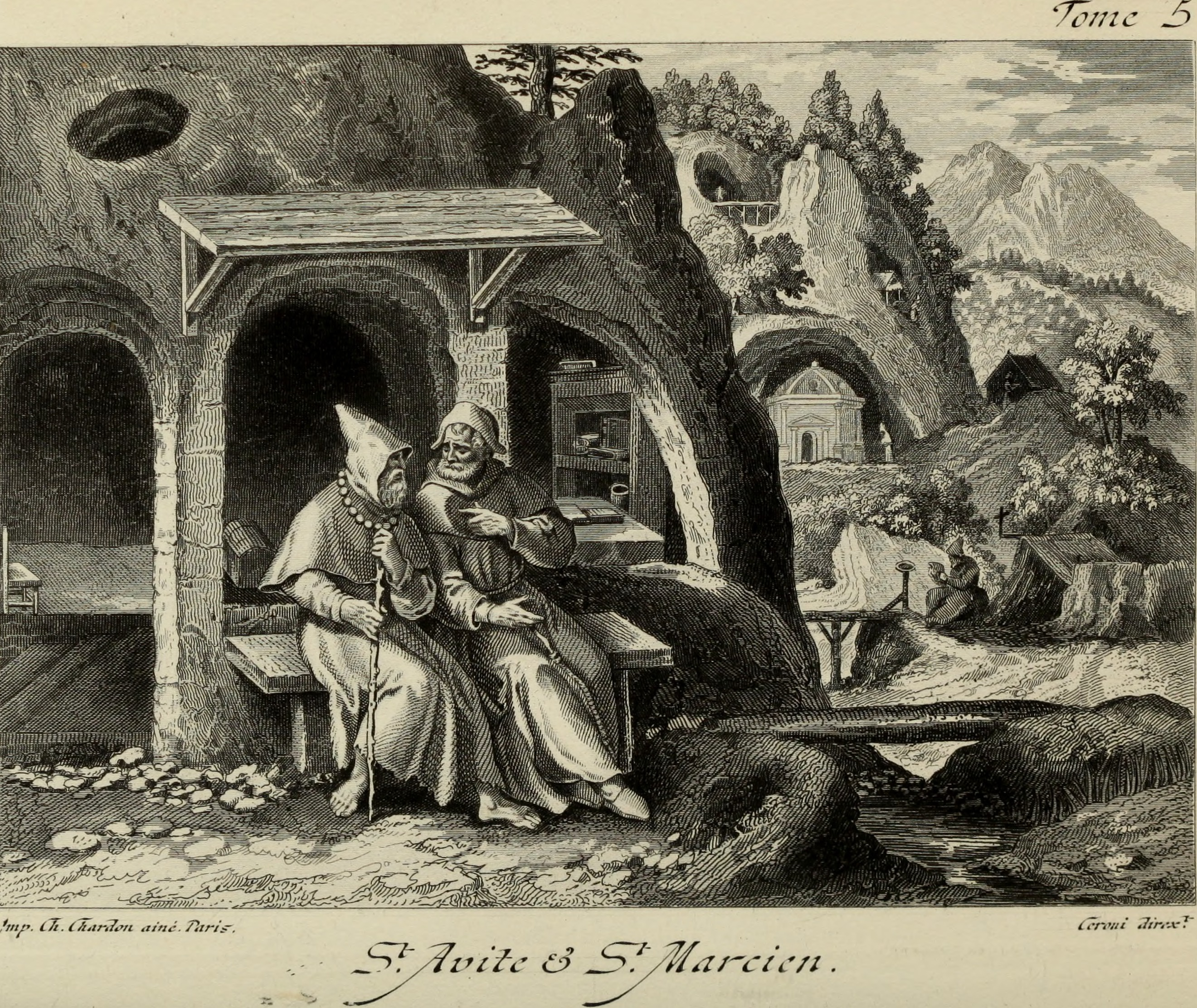
Image représentant saint Avit et saint Marcien au désert de Chalcis dans Les Vies des Pères des déserts d'Orient : leur doctrine spirituelle et leur discipline monastique (1886)

La ville de Chalcis aurait été fondée par les Séleucides. Elle est située par Pline l'Ancien dans « la région nommée Chalcidène, en Syrie-Cœlé, région la plus fertile de Syrie. »
C'est bien à Chalcis ad Belum, la Chalcis de Syrie du Nord, qu'il faut situer le « royaume de Chalcis », attesté au moins à partir de 41 ap. J.-C., lorsqu'il est remis à Hérode V, petit fils d'Hérode le Grand et frère d'Agrippa Ier. À sa mort, en 48/49, le fils de ce dernier, Agrippa II lui succède, puis son propre fils, Aristobule III, de 54 à 75 ap. J.-C. c'est-à-dire jusqu'à la reprise en main et la réorganisation des territoires régionaux par Vespasien. En effet, c'est sous son règne que la cité aurait reçu le titre de Flavia Chalcis, au plus tard en 75 ap. J.-C. L'administration de la cité aurait alors été confiée au gouverneur de la province romaine de Syrie,. 
En 252, les Romains concentrent une armée en Syrie. Chapour Ier, roi des Perses écrase les armées romaines sur l'Euphrate puis à Chalcis et ravage toute la Syrie du nord.
Saint Jérôme de Stridon (347-420) se retire au désert de Chalcis, en Syrie (375-378).
Fin 636, Abû `Ubayda sur l'ordre du calife `Omar s'empare d'Émèse (Homs). Un tremblement de terre vient en aide aux musulmans en faisant s'écrouler une partie des fortifications. Il reste deux villes à prendre : Chalcis et Césarée (Césarée en Palestine). Abû `Ubayda envoie un détachement sous les ordres de Khâlid ibn al-Walîd conquérir Chalcis qui est la plus proche. La ville a fait mine de se défendre aussi Khâlid refuse la reddition aux mêmes conditions qu'Émèse. Un traité est signé pour un an, en 637. Selon al-Tabari, la ville aurait détruite. Ensuite Abû `Ubayda a conquis Alep et est devenu le gouverneur de toute la Syrie.
En 639, une armée de plus de cent mille hommes sous les ordres de l'empereur byzantin Héraclius arrive sous les murs d'Émèse. Abû `Ubayda appelle des renforts. Yazîd ben Abî Sufyân vient de Damas Mu`âwîya ben Abî Sufyân vient de Césarée et Khâlid ben Walîd reste à Chalcis pour réunir une armée en attendant les renforts venant d'Irak.
En 718, le calife Sulayman meurt d'une indigestion dans la région de Qinnasrīn.

## Archéologie
Des travaux archéologiques ont été réalisés sur deux sites séparés de 4 km environ de part et d'autre de la rivière Quwayq. La difficulté des fouilles sur ces deux sites vient de ce qu'ils sont encore occupés. 
- Al-Hāḍir[12], dont le tell est facilement identifiable.
- Chalcis / Qinnasrin / Al-`Iss[13].

Al-Hāḍir a fait l'objet de fouilles entre 1997 et 2007. Le programme de recherches a été lancé par une équipe internationale sous la direction de Marianne Barrucand (université Paris-IV), qui a travaillé en collaboration avec Donald Whitcomb (Institut oriental de l'université de Chicago) et Claus-Peter Haase (de) (musée d'Art et d'Histoire de Berlin). Si la ville de Qinnasrīn est issue du développement tardif de la grande métropole de Chalcis, fondée à l’époque hellénistique et largement développée jusqu’à l’époque byzantine, il est établi que plusieurs hadirs, quartiers à l’extérieur de l’enceinte de la ville, se sont établis en lisière de l’agglomération ou plus loin dans son territoire. C’est le cas du site sous l’actuel village d’al-Hāḍir pour lequel les travaux conduits en 2003, 2005 et 2006 ont révélé l’urbanisme assez modeste du site ancien : absence de voirie, de bâtiment à caractère public, de mur d’enceinte, de traces d’activités industrielles ou commerciales. L’étude archéologique a mis en évidence que le premier établissement à al-Hāḍir, à la fin du VIIe siècle, semble correspondre à celui d’un campement de nomades à l’extérieur de la ville de Qinnasrīn. Une seconde période d’occupation, au IXe siècle, voit l’édification de grandes maisons, construites en partie avec des matériaux de remploi apportés de l’extérieur, probablement de la ville voisine. Il s’agirait à ce moment-là d’un gros bourg occupé jusqu’à la fin du XIIe siècle. L’étude du site d’al-Hadir a été fort intéressante du point de vue de la culture matérielle de la haute époque islamique (céramique, verre, objets en os et en métal).  
Qinnasrīn repose contre le piémont sud d’un massif montagneux, qui est lui-même l’extrémité sud-est du massif calcaire de Syrie du Nord. Le sommet de la colline offre un point d’observation remarquable sur la région alentour : on est ici au contact des terres cultivées et du domaine steppique ; le panorama sur la steppe permettait de surveiller les tribus bédouines au sud-est. Depuis les premières études de topographie historique, les chercheurs s’accordent pour situer la ville de Qinnasrīn sur le même site que l’ancienne cité de Chalcis, c’est-à-dire sur le territoire de l’actuel village d’al-‘Iss. Une première reconnaissance du site avait été effectuée par Léonce Brossé en 1925. En 1945, Jean Lauffray a publié un plan plus détaillé et une description dans l'ouvrage sur le limes de Chalcis, d'André Mouterde et Antoine Poidebard. Le site de Chalcis Qinnasrīn a fait l'objet de campagnes de prospections et de sondages, entre 2008 et 2010, de la part d'une équipe franco-syrienne sous la direction de Marie-Odile Rousset.
L’agglomération hellénistique, du IIe s. av. notre ère, semble être localisée au sud-ouest du tell et sur le tell lui-même. La ville atteint son extension maximale à l’époque romaine, au moment du monnayage de Chalcis, avec une production particulière au nom de Flavia Chalcis qui se poursuit jusqu'à 169. Dans le village, la muraille byzantine est en partie visible. Plusieurs inscriptions en grec, dont une encore en place sur l'une des portes, atteste sa reconstruction par l'empereur Justinien, en 550. L’agglomération byzantine est la plus vaste et se développe également hors-les-murs, comme celle du début de l’époque islamique. Il y avait alors à l’extérieur un quartier en partie dévolu aux activités économiques et artisanales et en partie résidentiel. L’acropole-citadelle est construite dans la partie sud de la ville byzantine, sur un tell ancien qui a sans doute été retaillé au moment de sa fortification, dès l’époque hellénistique ou romaine. Les flancs en sont assez abrupts, sauf à l’est où se situe la porte d’entrée tardive (byzantine). La surface est relativement plane et de nombreux restes de murs subsistent en surface, vestiges de la dernière occupation, au XIIe siècle. Les travaux de terrain récents ont aussi permis de reconstituer les grandes lignes du plan de la ville antique et de découvrir une forteresse sur le sommet de la colline qui domine le site d'une centaine de mètres, au nord-ouest (le Jabal al-‘Iss). L’emplacement est stratégique et permettait de surveiller toute la région.  La forteresse était construite en appareil mixte associant briques crues, levées de terre et blocs de pierre taillée. Elle a presque totalement disparu lorsque les pierres taillées ont été récupérées pour être remployées dans la construction des remparts de la ville d'Alep, au Moyen-Âge. Les remparts subsistent sous la forme de buttes de gravier (ce qui reste de l'intérieur des murs) qui ceinturent le sommet en suivant le relief. Son édification est attribuée au début de l'époque abbasside. Certaines parties pourraient reposer sur une fortification préexistante, de l’âge du Bronze moyen.

### Occupation des sites
Représentation schématique de l'occupation des sites d'après Donald Whitcomb, les dates sont approximatives.
Le but des recherches de D. Whitcomb était de valider une hypothèse sur la formation des « villes nouvelles » après la conquête arabe autour des campements des nouveaux venus en voie de sédentarisation. Le campement de tente devenant peu à peu une ville en dur. La destruction de Chalcis aurait amené les Arabes à s'installer un peu plus loin sur l'emplacement d'al-Hāḍir. La ville née de ce campement serait devenue capitale régionale à cause de la destruction d'Alep qui reprendra plus tard sa suprématie régionale. Pour Marie-Odile Rousset, l'identification du site d'al-Hāḍir avec la Hāḍir Qinnasrīn des textes n'est pas assurée et ce site correspond à un hameau de la ville de Qinnasrin, fondé dans la deuxième moitié du VIIe siècle.

## Homonyme
Le monastère syriaque de Kennesrin ou Kenneshre fondé, vers 530, par Jean bar Aphthonia, sur la rive de l'Euphrate près de Jerablus.